# Distanciamiento físico

Impedir una cumbre aguda de infecciones, conocido como aplanar la curva de epidemia, ayuda a evitar que colapsen los sistemas de salud, y proporciona también más tiempo para el desarrollo de un tratamiento o de una vacuna. Extendiendo las infecciones sobre un marco de tiempo más largo, permite a los servicios de salud una mejor gestión del volumen de pacientes.

El modelo muestra la importancia de adoptar tempranamente medidas de distanciamiento social.

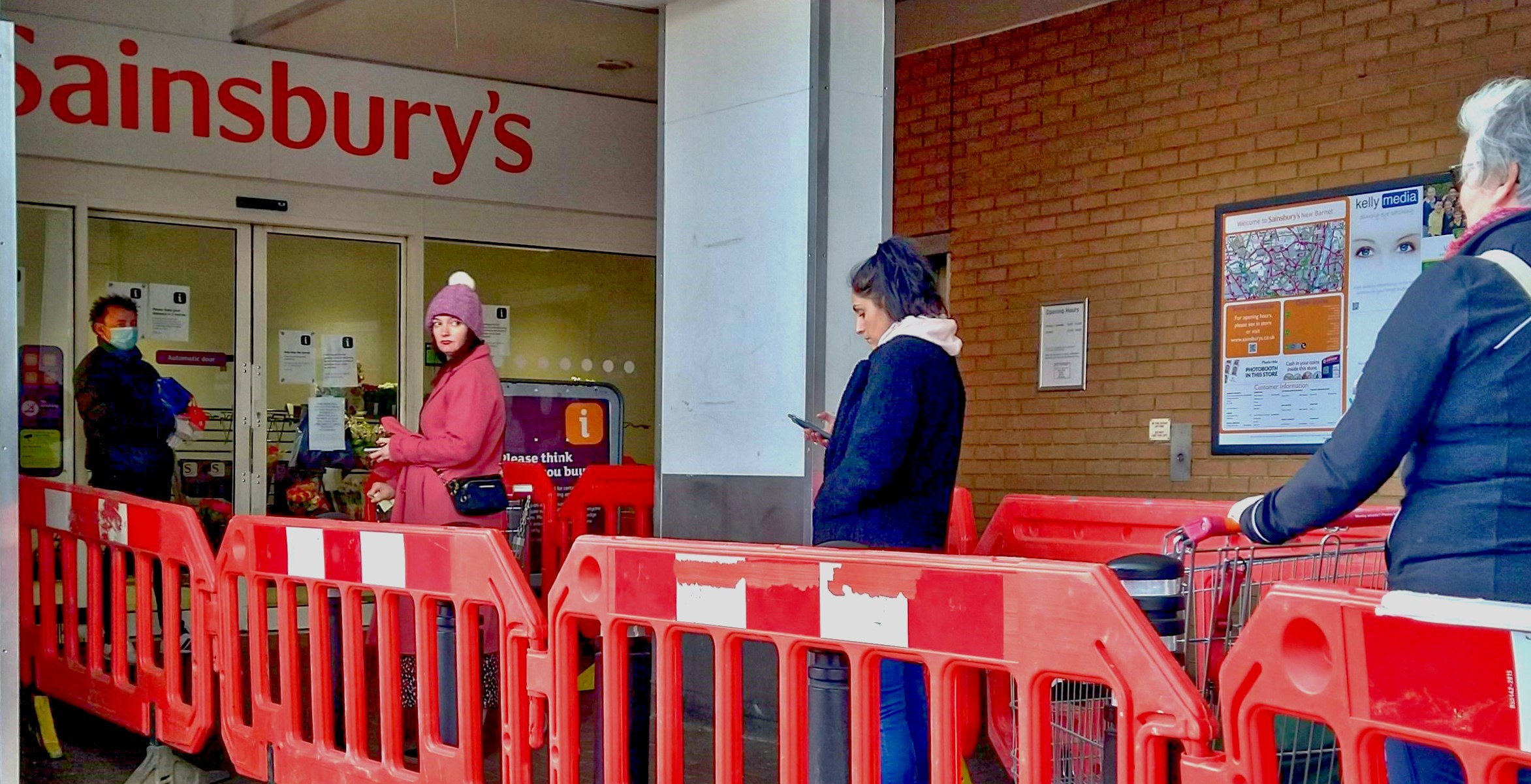
Cola de espera con distanciamiento social para ingreso a un supermercado de la cadena Sainsbury's, al norte de Londres, durante la pandemia por Coronavirus Covid 19, el 30 de marzo de 2020.

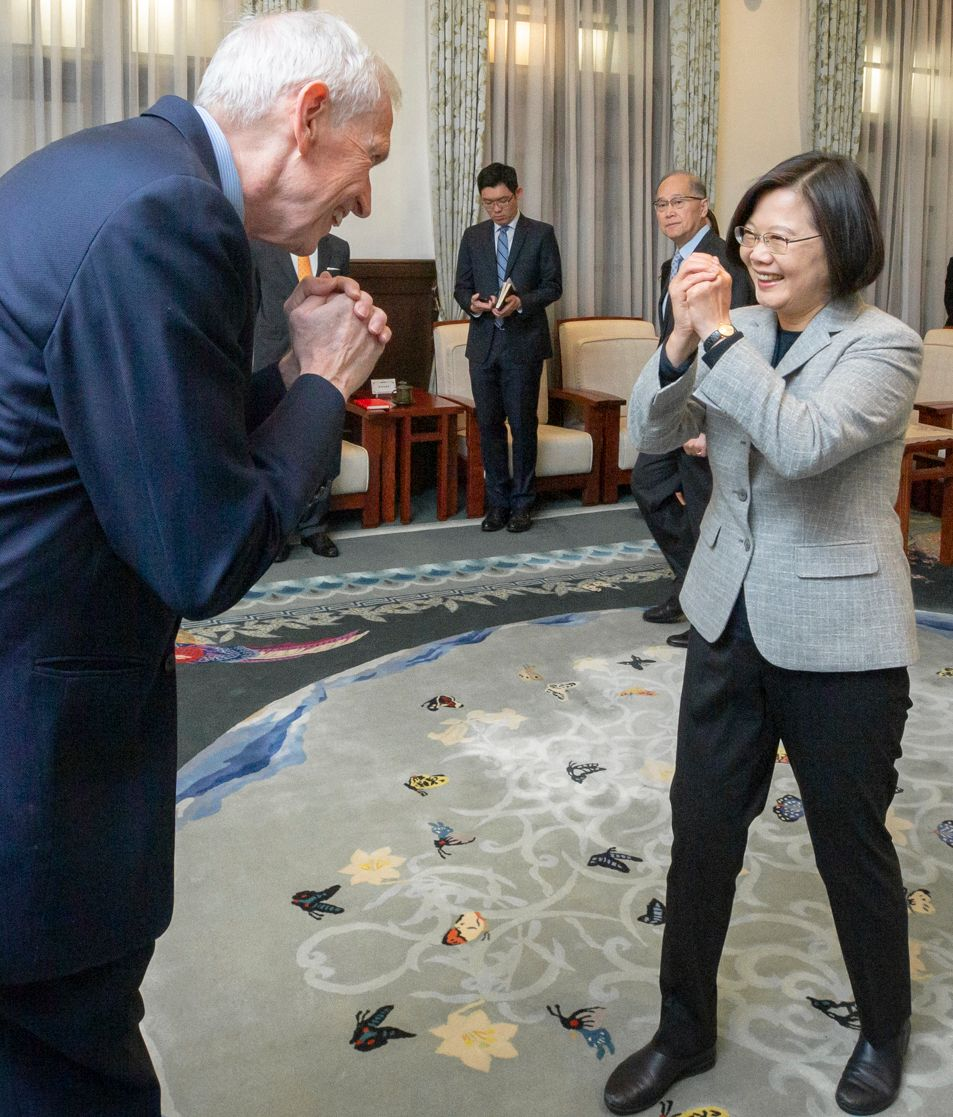
La presidenta de Taiwán, Tsai Ing-wen, demostrando el distanciamiento social a través de un saludo tradicional chino, durante la pandemia del COVID-19, el 5 de marzo de 2020.

El distanciamiento físico, distanciamiento personal o sana distancia, también conocido como distanciamiento social, es un conjunto de medidas no farmacéuticas de control de las infecciones, con el objetivo de detener o desacelerar la propagación de una enfermedad contagiosa. El objetivo del distanciamiento físico es reducir las posibilidades de contacto entre las personas infectadas y no infectadas, con la finalidad de minimizar la transmisión de enfermedades, la morbilidad y, en última instancia, la mortalidad.
El distanciamiento físico es más eficaz cuando la infección puede transmitirse a través del contacto por gotitas (tos o estornudo), mediante contacto físico directo (incluido el contacto sexual), mediante contacto físico indirecto (por ejemplo, por tocar una superficie contaminada, como un fómite) o por transmisión aérea (si el microorganismo puede sobrevivir en el aire por períodos largos).
El distanciamiento personal puede ser menos eficaz en casos donde la infección se transmite por agua o alimentos contaminados o por vectores como mosquitos u otros insectos, y no tanto de persona a persona.
Algunos inconvenientes del distanciamiento físico son la soledad, la reducción de la productividad y la pérdida de otros beneficios asociados con la interacción humana.
Una de las primeras referencias al distanciamiento físico puede ser la del siglo VII a. C., registrada en el Levítico, 13:46:

Todo el tiempo que la llaga estuviere en él, será inmundo; estará impuro, y habitará solo; fuera del campamento será su morada.

Históricamente, se establecieron colonias de leprosos y lazaretos como medios para impedir la transmisión de la lepra y otras enfermedades contagiosas a través del distanciamiento social, mientras se comprendía mejor la transmisión y se desarrollaban tratamientos eficaces.

## Ejemplos

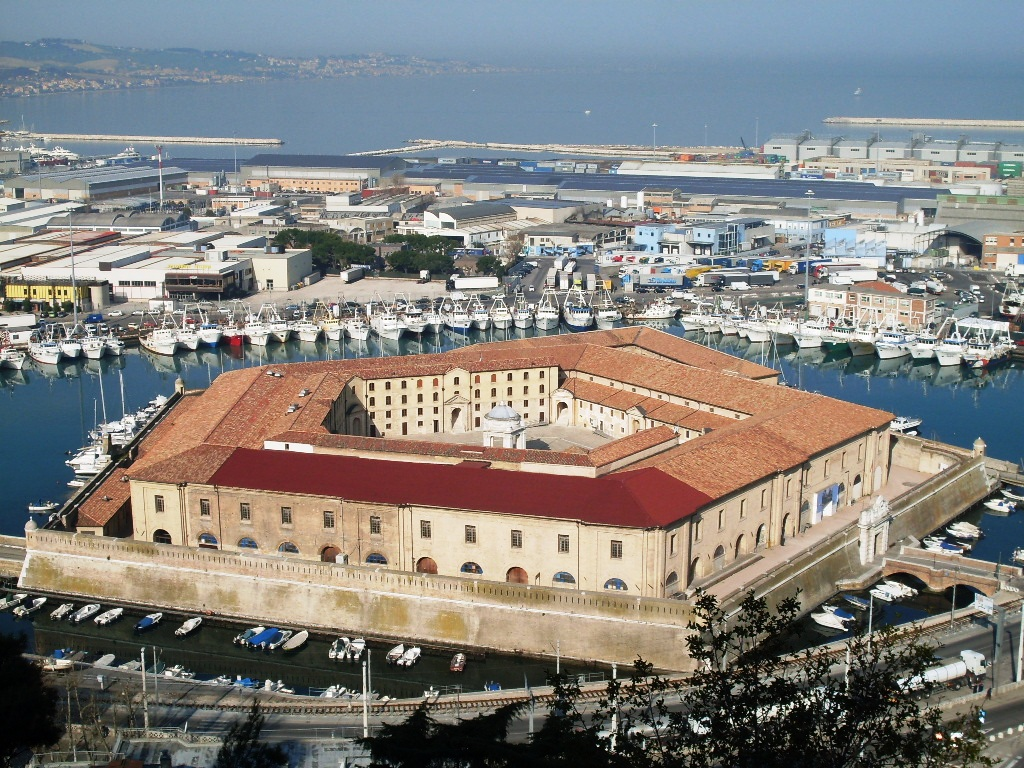
El Lazareto de Ancona se construyó en el en una isla artificial para servir como estación de cuarentena y leprosería de la ciudad portuaria de Ancona, Italia.

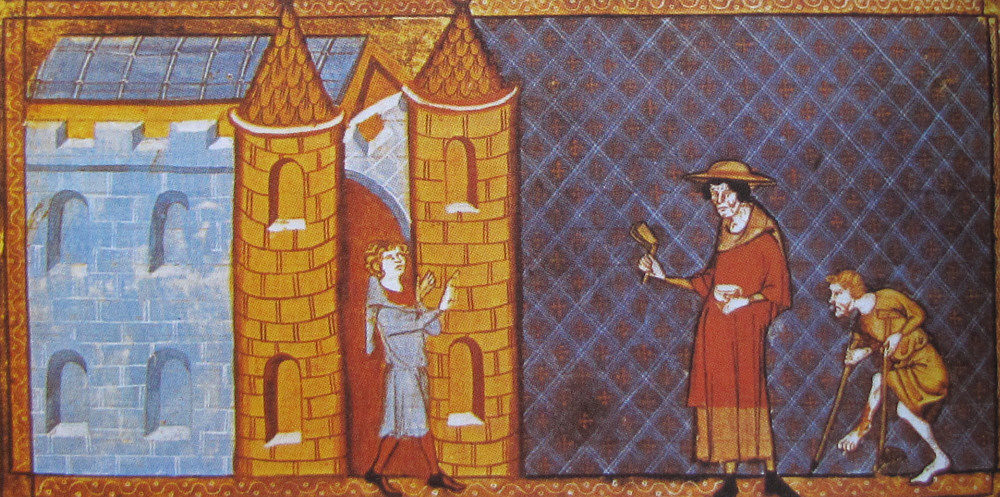
Entrada negada a dos leprosos a la ciudad. Grabado en madera de Vincent de Beauvais,.

Algunos ejemplos de distanciamiento social utilizado para controlar la propagación de enfermedades contagiosas como en el caso de la situación actual por la pandemia del SARS-CoV-2, por ejemplo:
- Cierre de escuelas (proactivo o reactivo)[14]
- Cierre de lugares de trabajo, incluido el cierre de negocios «no esenciales» y servicios sociales («no esenciales» significa aquellas instalaciones que no mantiene funciones primarias en la comunidad, en oposición a los servicios esenciales)[15][16]
- aislamiento sanitario
- Cuarentena
- Cordón sanitario
- cancelación de eventos masivos como espectáculos deportivos, cines o espectáculos musicales[17]
- Cierre o limitación del transporte colectivo
- Clausura de las instalaciones recreativas (piscinas comunitarias, clubes, gimnasios)[18]
- Auto-protección sanitaria: las medidas individuales incluyen contactos presenciales limitados, hacer negocios por teléfono o internet, evitar sitios públicos y reducir los viajes innecesarios[19][20]
- El saludarse con el codo o el pie (en vez de un apretón de manos o el beso para un saludo) y el «estornudo de Drácula»[21]

## Efectividad
Las investigaciones indican que las medidas tienen que ser aplicadas rigurosamente e inmediatamente para ser eficaces. Durante la pandemia de gripe de 1918, las autoridades en los EE. UU. implementaron el cierre de escuelas, prohibición de reuniones públicas, y otras medidas de distanciamiento social en Filadelfia y en St. Louis, pero en Filadelfia el retraso de cinco días en iniciar estas medidas hizo que se multiplicaran los índices de transmisión de 3 a 5 veces, mientras que una respuesta más inmediata en St. Louis fue significativa para reducir la transmisión allí. Bootsma Y Ferguson analizaron las medidas de distanciamiento social en 16 ciudades de EE. UU. durante la epidemia de 1918 y encontrado que las intervenciones limitadas en tiempo redujeron la mortalidad total solo moderadamente (quizás 10–30 %), y que el impacto era a menudo muy limitado porque las medidas fueron introducidas demasiado tarde y levantadas demasiado temprano. Además se observó que varias ciudades experimentaron un segundo pico de epidemia después de que los controles de distanciamiento social fueron levantados, porque los individuos susceptibles que habían estado protegidos ahora estaban expuestos.

### Cierre de escuelas
La efectividad del cierre de escuelas fue demostrada por la reducción de la morbilidad de la Gripe asiática en un 90 % durante el estallido de 1957-58, y de hasta un 50 % en controlar la influenza en los EE. UU., en el brote de 2004–2008. De modo parecido, el cierre obligatorio de escuelas y otros medidas de distanciamiento social estuvieron asociadas con la reducción de entre 29 % y 37 % de transmisión de la influenza durante la epidemia de gripe de 2009 en México.

### Cierre de lugares de trabajo
Los estudios mediante modelos y simulacros realizado en Estados Unidos sugieren que si el 10 % de los lugares de trabajo afectados se cierran el índice de transmisión de infección global es de alrededor de 11,9 % y el tiempo del pico de la epidemia se retrasa ligeramente. En contraste, si el 33 % de los lugares de trabajo afectados son cerrados, el índice de ataque disminuye a 4,9 %, y el tiempo del pico es retrasado por 1 semana.

### Cuarentena de contactos y casos sospechosos
Durante el estallido de SARS del 2003 en Singapur, alrededor de 8,000 personas estuvieron sometidas a cuarentena obligatoria en los hogares y un adicionalmente 4300 estuvieron estuvieron sometidas a un auto-monitoreo de síntomas y un contacto telefónico diario con autoridades de salud como medios de controlar la epidemia. A pesar de que solo 58 de estos individuos fueron finalmente diagnosticados con SARS, oficiales de salud pública estuvieron satisfechos que esta medida ayudó a impedir que la epidemia se extendiera más. El auto aislamiento voluntario puede haber ayudado a reducir la transmisión de influenza en Texas en 2009.

### Cordón sanitario
En 1995 se empleó un cordón sanitario para controlar un estallido de enfermedad por el virus del Ébola en Kikwit, Zaire. El presidente Mobutu Sese Seko rodeó la ciudad con tropas y suspendió todos los vuelos a la comunidad. Adentro de Kikwit, la Organización Mundial de la Salud y equipos médicos de Zaire levantaron más cordones sanitarios, entierros aislados y zonas de tratamiento de la población general, conteniendo exitosamente la infección. Durante el estallido de SARS de 2003 en Canadá, "la cuarentena comunitaria" fue utilizada para reducir la transmisión de la enfermedad con éxito moderado.

### Aislamiento preventivo
Durante la epidemia de influenza de 2018 la ciudad de Gunnison, Colorado se auto-aisló por dos meses para impedir una introducción de la infección. Se instalaron barricadas en todas las carreteras que bordeaban el condado. Los conductores de tren advirtieron a todos los pasajeros que si daban un paso hacia el exterior del tren en Gunnison, serían arrestados y puestos en cuarentena por cinco días. A raíz del aislamiento, nadie murió de influenza en Gunnison durante dicha epidemia. Muchas otras comunidades adoptaron medidas similares.

### Cancelación de eventos masivos
La evidencia que sugiere que los eventos masivos aumentan el potencial para transmisión de enfermedad contagiosa no es concluyente, sin embargo evidencia anecdótica sugiere que ciertos tipos de eventos masivos pueden estar asociados con riesgo aumentado de transmisión de influenza, y también se pueden «sembrar» nuevas cepas a un área, transformando una transmisión comunitaria en una pandemia.
Durante la pandemia de influenza de 1918, los desfiles militares en Filadelfia y Boston pueden haber sido responsables por extender la enfermedad al mezclar marineros infectados con multitudes de civiles. Restringiendo los eventos masivos, en combinación con otras medidas de distanciamiento social, puede ayudar a reducir la transmisión.

### Restricción de viajes
Las barreras fronterizas y/o restricciones de viajes internos a no ser que sean implementados con una cobertura por encima del 99 % no retrasaran una epidemia por más de 2–3 semanas.
Se constató la ineficacia de los controles sanitarios en aeropuertos en impedir la transmisión viral durante el estallido de SARS del 2003 en Canadá y los EE. UU.
Controles de frontera estricta entre Austria y el Imperio otomano, impuesto desde 1770 hasta 1871 para impedir a las personas infectadas con peste bubónica entrar en Austria fueron, según se dice, eficaces dado que no hubo estallidos importantes de peste en territorio austriaco después de que se establecieron, mientras que el Imperio otomano siguió padeciendo epidemias frecuentes de peste hasta mitad del siglo XIX.
Un estudio de la Universidad del Nordeste publicado en marzo de 2020 encontró que «restricciones de viaje desde y a China solo hacen más lenta la propagación internacional del COVID-19 a no ser que se combine con esfuerzos para reducir la transmisión a nivel comunitario e individual.[ ] Las restricciones de viaje no son suficientes a no ser que lo combinemos con distanciamiento social». El estudio encontró que la prohibición de viaje en Wuhan solo retrasó la propagación de la enfermedad a otras partes de China continental entre tres a cinco días, a pesar de que redujo la propagación de casos internacionales en un 80 %. Una razón primaria por la que las restricciones de viaje son poco eficaces es que muchas personas con COVID-19 no muestra síntomas durante las etapas tempranas de infección.

## Inconvenientes

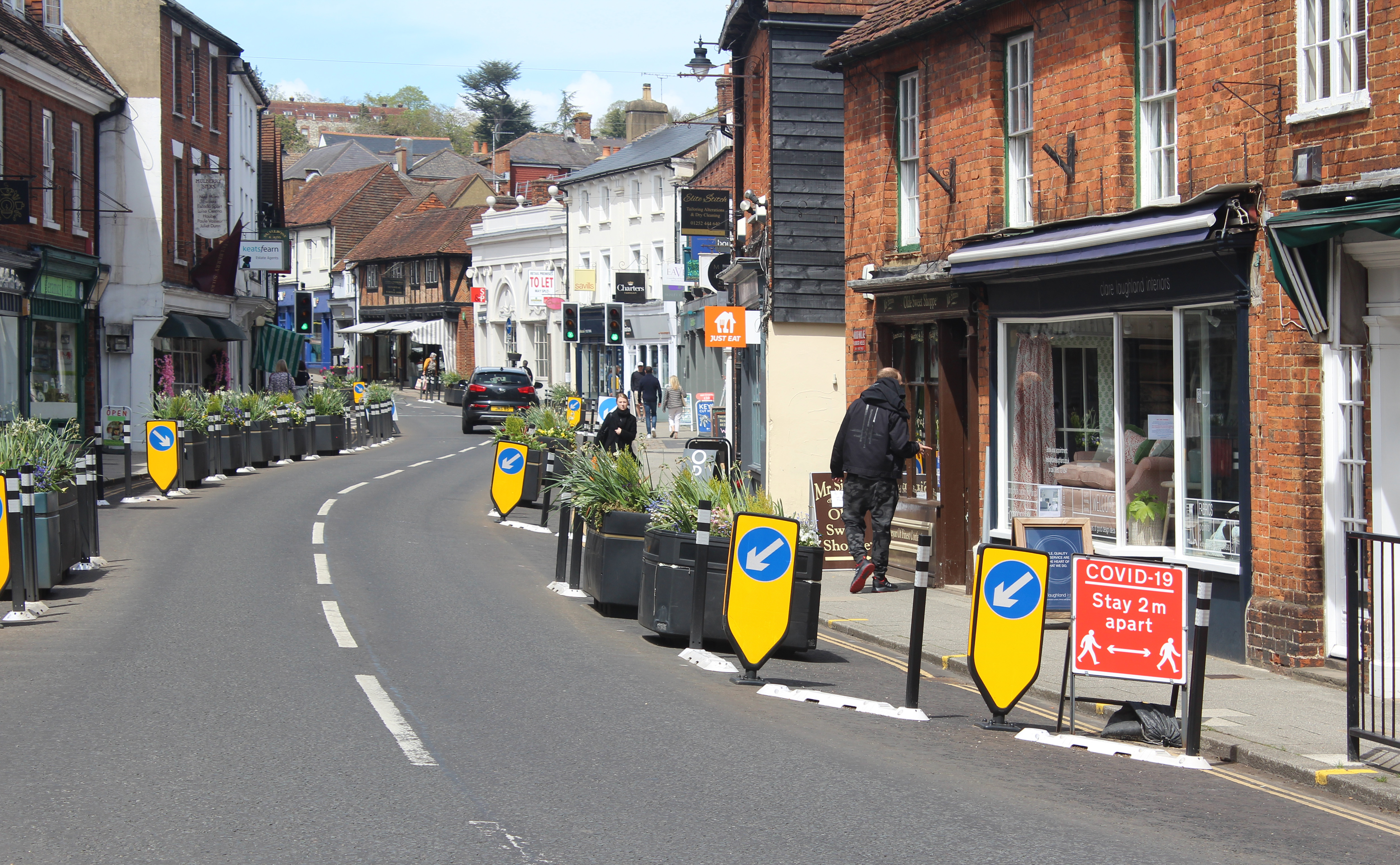
Las aceras en Farnham, Surrey se ampliaron con la pérdida de un carril de tráfico para permitir el distanciamiento social.

Los inconvenientes del distanciamiento físico incluyen la soledad, productividad reducida, y la pérdida de otros beneficios asociados con la interacción humana. En naciones en desarrollo donde la tecnología remota y el equipamiento de protección personal no son de uso extendido, es a menudo más difícil para una comunidad el control de la salud de sus miembros.

## Tecnología y aislamiento social
En momentos en que por alguna razón se aplica o se practica el aislamiento social o el distanciamiento social, las tecnologías audiovisuales como Jitsi, Facetime, Teams, Skype y Zoom, permiten concretar encuentros y reuniones, evitando el riesgo de exposición. Al usar la tecnología para llevar a cabo los distintos encuentros o intercambios, se pueden evitar o minimizar las posibilidades de contagio respecto de virus como por ejemplo el denominado COVID-19.